# Lactobacillus delbrueckii subsp. bulgaricus
Lactobacillus delbrueckii subsp. bulgaricus (до 2014. позната као  Lactobacillus bulgaricus) једна је од преко 200 објављених врста у комплексу генома Lactobacillus (LGC) и главна је бактерија која се користи за производњу јогурта. Такође игра пресудну улогу у сазревању неких сирева, као и у другим процесима који укључују природно ферментисане производе. Дефинисана је као хомоферментивна бактерија млечне киселине захваљујући начину на који се храни млечним шећером лактозом да би створила млечну киселину, која помаже очувању млека. Такође се сматра пробиотиком.
То је грам-позитиван штапић који може бити дуг и влакнаст. Бактерија је непокретна и не ствара споре. Такође је непатогена. Сматра се киселом или ацидофилном, јер јој је потребан низак pH (око 5,4–4,6) да би могла ефикасно расти. Поред тога, анаеробна је. Како расте на сировим млечним производима, ствара и одржава кисело окружење које јој је потребно да би напредовалa са својом производњом млечне киселине. Оптимално расте на температурама од 40-44 °C у анаеробним условима. Има сложене нутритивне захтеве које варирају у зависности од окружења. Они укључују угљене хидрате, незасићене масне киселине, аминокиселине и витамине. 
Бактерију је први пут 1905. године идентификовао бугарски лекар Стамен Григоров тако што је изоловао из узорка јогурта. Lactobacillus delbrueckii subsp. bulgaricus се природно може наћи у гастроинтестиналном тракту сисара који живе у Бугарској. Бактерија се такође вештачки узгаја у многим земљама. То је национални микроорганизам Индије.

## Употреба у индустрији
Lactobacillus delbrueckii subsp. bulgaricus се обично користи заједно са Streptococcus thermophilus као покретач за прављење јогурта. Врста 2038 деценијама се користи за ферментацију јогурта. Две врсте раде у синергији, L. d. bulgaricus производи аминокиселине из млечних протеина, које затим користи S. thermophilus. Ова веза се сматра симбиотском. Обе врсте производе млечну киселину, која јогурту даје трпки укус и делује као конзерванс. Резултујуће смањење pH такође делимично коагулише млечне протеине, као што је казеин, што резултира густином јогурта.  Док ферментише млеко, L. d. bulgaricus производи ацеталдехид, једну од главних компоненти ароме јогурта. Неки сојеви L. d. bulgaricus, попут L. d. bulgaricus GLB44, такође производe бактериоцине, за које се показало да убијају нежељене бактерије in vitro. Способност раста и развоја L. d. bulgaricus је изузетно важна јер је неопходна за ефикасну ферментацију и ефикасно очување прехрамбених производа од кварења. Сушење смрзавањем (лиофилизација) је пожељни метод очувања одрживости ћелија, али не преживљавају све ћелије овај процес.
Због своје користи у природним ферментационим процесима, посебно због начина на који производе ферментисане прехрамбене производе од крављег млека, она има велики економски значај. Неки од највећих увозника бактерије су Јапан, Сједињене Државе и Европска унија. 
Такође се сматра загађивачем пива због своје хомоферментативне производње млечне киселине, непријатног укуса у многим врстама пива. У другим врстама пива, међутим, бактерије млечне киселине могу допринети целокупном изгледу, ароми, укусу и/или осећају у устима и уопште стварати угодну киселост.

## Историја
Lactobacillus delbrueckii subsp. bulgaricus је први пут идентификовао 1905. Стамен Григоров, који је назвао Bacillus bulgaricus.
Иља Мечников, професор на Пастеровом институту у Паризу, истраживао је однос између дуговечности Бугара и њихове конзумације јогурта. Имао је идеју да је старење узроковано активношћу труљења, или протеолизом, помоћу микроба који производе токсичне материје у цревима. 
Протеолитичке бактерије, попут клостридија, које су део нормалне цревне флоре, стварају токсичне материје укључујући феноле, амонијак и индоле, дигестијом протеина. Ова једињења су одговорна за оно што је Мечников назвао цревном ауто-интоксикацијом, што је, према његовим речима, узрок физичких промена повезаних са старењем, концепта који нема научну основу. Тада је већ било познато да ферментација са бактеријама млечне киселине инхибира пропадање млека због ниског рН. 
Мечниково истраживање такође је утврдило да рурално становништво југоисточне Европе и руских степа свакодневно конзумира млеко ферментисано са млечнокиселинским бактеријама и живи релативно дуже од остале популације. На основу тих података Мечников је навео да конзумирање ферментисаног млека инокулира црева безопасним млечнокиселинским бактеријама које повећавају киселину црева и сузбијају раст протеолитичких бактерија.
Lactobacillus bulgaricus је састојак пробиотика VSL#3. Ова својствена, стандардизована формулација живих бактерија може се користити у комбинацији са конвенционалним терапијама за лечење улцерозног колитиса и захтева рецепт.
2012. године проглашен је индијским националним микробомом. 

## Истраживање

### Квантификација у сиру од крављег млека помоћу теста ланчане реакције полимеразе у стварном времену
Године 2017. направљено је истраживање које је укључивало развој теста ланчане реакције полимеразе у реалном времену (qPCR) за квантификацију Lactobacillus delbrueckii subsp. bulgaricus као и Streptococcus thermophilus у сиру од крављег млека. Циљ ове студије био је стварање начина за идентификацију и квантификацију ове две врсте произвођача млечних киселина које су кључне за ферментацију и сазревање сира, коришћењем qPCR. Два теста помоћу структуралног гена лактозног опрона lacZ са циљем иницирање реакција ланчане полимеризације (ПЦР) резултат су ове студије и сматрају се компатибилним са две врсте млечнокиселинских бактерија. То је омогућило директно квантификацију Lactobacillus delbrueckii subsp. bulgaricus и Streptococcus thermophilus у сиру произведеном од непастеризираног крављег млека.

### ЕфектиLactobacillus delbrueckiisubsp.bulgaricusнаантигеност млечних протеина
Студија из 2012. поставила је питање да ли је Lactobacillus delbrueckii subsp. bulgaricus имао било какав утицај на антигеност четири врсте млечних протеина, а то су α-лакталбумин (α-ЛА), β-лактоглобулин (β-ЛГ), α-казеин (α-ЦН) и β-казеин (β-ЦН). Ови протеини су главни протеини који се налазе у крављем млеку и за које се зна да имају антигена својства код људи, посебно мале деце и новорођенчади. 2-5% мале деце и новорођенчади доживе алергију на протеине крављег млека, што има штетне ефекте на њихов развој и може чак резултирати смрћу. Ова алергија се олакшава антигеношћу млечних протеина, што је способност протеина да изазове имунолошки одговор у телу а што може резултирати низом могућих алергијских реакција. Студија је изведена симулирањем дигестије неферментисаног млека и млека које је ферментисано излагањем Lactobacillus delbrueckii subsp. bulgaricus ради упоређивања њихове антигености како би се утврдило да ли ферментација има утицаја на антигеност протеина. Антигеност је мерена помоћу Елиза теста. Резултати су потврдили да се ферментацијом крављег млека помоћу Lactobacillus delbrueckii subsp. bulgaricus смањује антигеност α-ЛА и β-ЦН. Међутим, повећала се антигеност α-ЦН, док на β-ЛГ није утицала.

### Флуидност субцелуларне мембране бактеријеLactobacillus delbrueckiisubsp.bulgaricusпод стресом од хладноће и осмотским стресом
Ефикасност крио-конзервисања млечних киселина није конзистентна и може довести до смрти ћелије. Lactobacillus delbrueckii subsp. bulgaricus се прилагодила да се брани од стреса од хладноће. Начин на који већина ћелија реагује на хладноћу је промена флуидности ћелијске мембране, али ова бактерија је стекла различите тактике борбе против овог стреса. Први начин борбе са хладноћом је повећавање вискозитета узимањем једињења попут дисахарида, полисахарида, аминокиселина и антиоксиданаса. Друга коришћена стратегија се изводи индуковањем активних реакција током ферментације или процеса након ферментације. Модификовањем ових, измениће се температура, рН и састав средине. Ово доводи до специфичних метаболичких путева који постају активни,и синтезом протеина хладног шока.

### Утицај сорбитола, NaCl и натријум глутамата на одрживостLactobacillus delbruekii subsp. bulgaricusтоком процеса лиофилизације
У 2017. години урађено је истраживање са циљем да се увиде ефекти шест различитих супстанци на раст и лиофилизацију Lactobacillus-а. Употреба Lactobacillus-а као стартне културе за млечну индустрију зависи од броја одрживих и активних ћелија. Тренутно, пожељна метода очувања бактеријских ћелија је лиофилизација, међутим то такође резултира убијањем неких сојева. То је последица разних компликација лиофилизације, укључујући стварање ледених кристала, губитак флуидности мембране и денатурацију важних макромолекула. Без обзира на то, лиофилизација се деценијама користи у микробиолошким истраживањима као начин за складиштење и стабилизацију култура. Испитано је шест супстанци, NaCl, сорбитол, манитол, маноза, натријум глутамат и бетаин, да би се утврдило да ли имају утицаја на опстанак ћелија након лиофилизације. Три од шест додатих супстанци имале су позитиван утицај на раст и лиофилизацију Lactobacillus-а, а то су NaCl, сорбитол и натријум глутамат. Резултати сугеришу да ове материје имају заштитне ефекте на Lactobacillus delbrueckii subsp. bulgaricus у малим концентрацијама, али имају мало дејства или чак неке штетне ефекте на бактерију у већим концентрацијама. Оптималне концентрације сорбитола, NaCl и натријум глутамата за жељене заштитне ефекте биле су .15%, .6% и .09%. Показано је да ово значајно повећава виталност ћелија.